# 탄생/재탄생
《탄생/재탄생》(영어: Birth/Rebirth)은 미국에서 제작된 로라 모스 감독의 2023년 심리 공포 영화이다. 로라 모스의 장편 영화 연출 데뷔작이다. 메리 셸리의 "프랑켄슈타인"(1818)에서 착상했다. 마린 아일랜드, 주디 레예스 등이 출연하였다.
평단으로부터 대체로 좋은 평가를 받았다.

## 줄거리
병원 영안실에서 일하는 병리학자 로즈는 죽은 사람을 되살리는 방법을 알아내려고 6살 무렵부터 타인과의 교류 없이 강박적으로 연구에만 몰두해왔다. 2달 전 동물 대상 실험에 성공한 로즈는 세균성 수막염으로 입원해 급작스럽게 사망한 5살 환자 릴라의 시신을 몰래 소생시킨다.
릴라를 홀로 키워온 같은 병원 산부인과 간호사 실리는 릴라의 시신이 병원에서 사라지자 로즈의 짓으로 짐작하여 로즈의 집에 찾아왔다가 로즈가 릴라를 살려내어 집 안에 숨겨 놓았다는 사실을 알게 된다. 그러나 릴라를 계속 살려놓으려면 임신한 여성들로부터 지속적으로 신체 조직을 채취해야만 한다.

## 출연
- 마린 아일랜드 - 로즈 캐스퍼 역
- 주디 레예스 - 실리 모랄레스 역
- A.J. 리스터 - 릴라 모랄레스 역
- 브리다 울 - 에밀리 역
- 모니크 개브리엘라 커넌 - 리타 역
- 그랜트 해리슨 - 스콧 역
- 러샨즈 - 콜린 역